# Titularbistum Cresima
Cresima ist ein Titularbistum der römisch-katholischen Kirche.
Es geht zurück auf einen untergegangenen Bischofssitz in der gleichnamigen antiken Stadt, die in der römischen Provinz Africa proconsularis (heute nördliches Tunesien) lag. Der Bischofssitz war der Kirchenprovinz Karthago zugeordnet.
| Titularbischöfe von Cresima |                          |                                                                    |                  |                  |
| Nr.                         | Name                     | Amt                                                                | von              | bis              |
| 1                           | Joseph Francis Cleary    | Weihbischof in Birmingham (Großbritannien)                         | 8. Dezember 1964 | 24. Februar 1991 |
| 2                           | Milan Chautur CSsR       | Weihbischof der griechisch-katholischen Eparchie Prešov (Slowakei) | 11. Januar 1992  | 30. Januar 2008  |
| 3                           | Éric de Moulins-Beaufort | Weihbischof in Paris (Frankreich)                                  | 21. Mai 2008     | 18. August 2018  |
| 4                           | Marco Mellino            | Kurienbischof                                                      | 27. Oktober 2018 |                  |